# Pseudorbis jameoensis
Pseudorbis jameoensis is een slakkensoort uit de familie van de Skeneidae. De wetenschappelijke naam van de soort is voor het eerst geldig gepubliceerd in 1991 door Rubio & Rodriguez Babio.